# Fighter
Fighter е третият сингъл на Кристина Агилера от нейния втори албум Stripped. Реализиран е през 2003 година, в превод на български означава „Боец“. Достига до 12-о място в Billboard Hot 100, 3-то в Обединеното Кралство и Канада и 5-о в Австралия.
Това е първият сингъл на Агилера, който съдържа рок елементи. Една от най-популярните и песни, Fighter, е официален химн на Плейофите на NBA през 2003 г.
Сингълът продава 3 540 000 копия в световен мащаб. RIAA го сертифицира като златен през 2006 г. В него певицата за първи път е с черна коса.